# Мали Обреж
Мали Обреж (словен. Mali Obrež) је насељено место у општини Брежице, Посавска регија, Словенија.

## Историја
До територијалне реорганизације у Словенији био је у саставу старе општине Брежице.

## Становништво
У попису становништва из 2011. године, Мали Обреж је имао 124 становника.
| Број становника према пописима | Број становника према пописима | Број становника према пописима |
| ------------------------------ | ------------------------------ | ------------------------------ |
| 1991                           | 2002                           | 2011                           |
| 153                            | 127                            | 124                            |